# گوییژو جی‌ال-۹
گوییژو جی‌ال-۹ (به انگلیسی: Guizhou JL-9)، همچنین به عنوان اف تی سی-۲۰۰۰ عقاب کوهستان (به انگلیسی: FTC-2000 Mountain Eagle) (به چینی: 山鹰) شناخته می‌شود، خانواده‌ای از جت‌های آموزشی پیشرفته دو سرنشینه و هواپیمای جنگی سبک است که توسط شرکت واردات و صادرات صنعت هوانوردی گوییژو (GAIEC)برای نیروی هوایی ارتش آزادی‌بخش خلق (PLAAF) و نیروی هوایی نیروی دریایی ارتش آزادیبخش خلق (PLANAF)، توسعه یافته است.

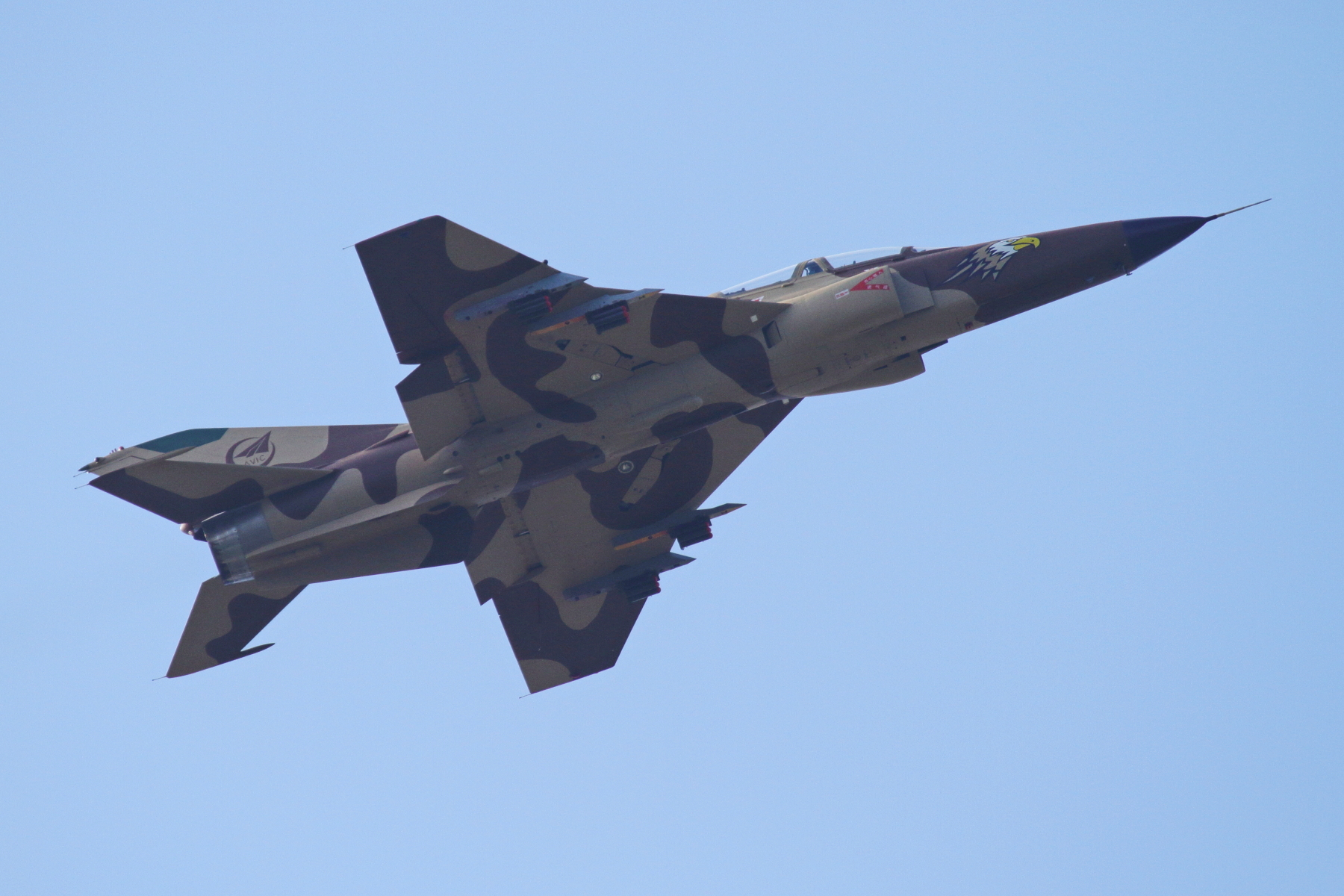

## کاربران
- چین
  -  نیروی هوایی ارتش آزادی‌بخش خلق(PLAAF) – ۳۰ فروند جی ال-۹[۲]
  - نیروی هوایی نیروی دریایی ارتش آزادیبخش خلق (PLANAF) – ۲۸ فروند جی ال-۹، ۱۲ فروند جی ال-۹ جی[۳]
- میانمار
  - نیروی هوایی میانمار — ۱۲ فروند تحویل داده شد (تعداد سفارش داده شده، نامعلوم)[۴][۵][۶]
- سودان
  - نیروی هوایی سودان — ۵ فروند[۷]